# Gerhard Kaindl
Gerhard Kaindl (* 7. Juli 1944; † 4. April 1992 in Berlin) war ein Elektroingenieur und rechter Politiker aus Berlin-Schöneberg. Von 1989 bis 1991 war Kaindl Mitglied der Republikaner. Danach war er der Landesschriftführer der Deutschen Liga für Volk und Heimat (DLVH). Darüber hinaus war er Mitglied des Vereins Die Nationalen e. V., von dem er als Kandidat zu den Berliner Wahlen zu den Bezirksverordnetenversammlungen am 24. Mai 1992 aufgestellt worden war. Bekannt wurde er als Opfer eines politisch motivierten Angriffs im Jahr 1992, in dessen Verlauf er tödlich verletzt wurde. Die ermittlungstaktische und juristische Aufbereitung des Falles sorgte bundesweit für mediales Interesse.

## Tat und juristische Aufarbeitung
In der Nacht vom 3. zum 4. April 1992 war Kaindl gemeinsam mit sechs anderen Teilnehmern eines zuvor besuchten Vortrags von Konrad Windisch zum Thema „Ludwig Uhland – Dichter und Patriot“, darunter auch der damalige Berliner Landesvorsitzende der Republikaner Carsten Pagel, sowie der rechtsextreme Verleger Dietmar Munier, Gast eines Chinarestaurants in Berlin-Neukölln, wo die Gruppe von bis zu sieben Menschen angegriffen wurde. Im Verlaufe des Überfalls wurde Kaindl mit einem Messer tödlich und der ebenfalls anwesende stellvertretende Chefredakteur der Wochenzeitung Junge Freiheit, Thorsten Thaler, schwer verletzt. Es wurde zunächst ein Hintergrund von PKK-Aktivisten vermutet, aber auch Spekulationen bezüglich der Zugehörigkeit zu türkischen antifaschistischen Kreisen wurden geäußert.
In einem Prozess im Jahr 1994 wurden insgesamt sieben türkisch- und kurdischstämmige Personen angeklagt; drei wurden wegen Körperverletzung mit Todesfolge zu jeweils drei Jahren Freiheitsstrafe verurteilt, zwei weitere zu Bewährungsstrafen. Der Haupttäter blieb unbekannt. Die Angeklagten gaben bei ihren Geständnissen an, dass sie vor dem Hintergrund der rechtsextremen Anschläge von Hoyerswerda, Rostock, Mölln und Solingen die Gegenwart der bekannten Parteifunktionäre als „Provokation“ empfunden hätten; mit Ausnahme von Hoyerswerda hatten sich die angegebenen Anschläge jedoch alle erst nach Kaindls Tod ereignet. Ihr Ziel sei es gewesen, Rechtsradikale aus dem „Kiez“ zu vertreiben. Die Staatsanwaltschaft hatte zunächst Anklage wegen Mord und versuchtem Mordes erhoben, doch wurde dies vom Gericht abgelehnt. Aufgrund falscher Beschuldigungen saß ein völlig unbeteiligter 33-Jähriger ein Jahr lang in Untersuchungshaft. Als Verteidiger trat Christian Ströbele (Die Grünen) auf, der in dem Zusammenhang von einem Skandal sprach. Seiner Meinung nach habe sich die Kriminalpolizei „dubioser Quellen“ bedient, nach „vorgefaßten ideologischen Meinungen ermittelt“ und versucht, ein Mordkomplott durchzusetzen. Das Gericht dagegen hätte ein höheres Strafmaß für angemessen betrachtet, wenn nicht der „Obereifer“ eines Beamten die ursprünglichen Anschuldigungen formal nicht durchsetzbar gemacht hätte.
Bei der Urteilsverkündung wies die Vorsitzende Richterin Gabriele Eschenhagen Vorwürfe aus der „sogenannte[n] linken Szene“, nach welchen der Prozess politisch motiviert gewesen sei und Antifas zu Unrecht kriminalisiert habe, zurück. Sie verwies, zu deren Entkräftung, auf die niedrigen Freiheitsstrafen gegen die Angeklagten und darauf, dass eine „Welle der Entrüstung“ über das Gericht hereingebrochen wäre, wenn es „im umgekehrten Fall dieses Urteil gegen Rechte gefällt“ hätte. Antifas riet sie dabei, sich „von Kaindls Tod distanzieren“, da diese jene Sympathie, die sie in der Bevölkerung genössen, durch derartige Aktionen nicht gefährden sollten.

## Bedeutung für die rechtsextreme Szene
Die rechtsextreme Szene versucht seit seinem Tod, Gerhard Kaindl als eine Art Märtyrer zu stilisieren. Er wird häufig im Zusammenhang mit anderen Aktivisten der rechtsextremen Szene wie Sandro Weilkes aus dem thüringischen Neuhaus am Rennweg oder Daniel Wretström aus der schwedischen Gemeinde Salem bzw. rechtspopulistischen Politikern wie Pim Fortuyn (Niederlande) genannt, die bei Auseinandersetzungen mit tatsächlichen oder vermeintlichen Antifaschisten oder Jugendlichen mit migrantischem Hintergrund ums Leben kamen. So existiert unter anderem ein „Förderwerk Gerhard Kaindl“ aus dem Umfeld des extrem rechten Hoffmann-von-Fallersleben-Bildungswerkes e.V. und der Deutschen Liga für Volk und Heimat. Führende Politiker der NPD wie Frank Schwerdt beziehen sich bis heute in ihren Äußerungen ebenfalls auf den Fall Kaindl. Erwähnung findet der Fall unter anderem auch in Hans-Helmuth Knütters Veröffentlichung Die Faschismuskeule – Das Letzte Aufgebot der Linken.

## Diskussionen in der linken und radikal linken Szene
Die Umstände der Tat und die darauf folgenden Ermittlungen wurden auch intensiv in der linken und Antifa-Szene diskutiert und unter anderem in mehreren Büchern behandelt (siehe Literatur). Auch haben Tausende Demonstranten „gegen die Kriminalisierung des antifaschistischen Widerstandes“ protestiert und die Freilassung der „inhaftierten ausländischen Linken“ gefordert.

## Weitere Rezeptionen
Der Autor Raul Zelik beschreibt in dem Roman Friß und Stirb trotzdem. Roman zu einem Leben auf der Flucht die Sicht eines fiktiven Beteiligten und dessen anschließende Flucht vor den Ermittlungsbehörden und der Polizei nach Lateinamerika. Das Buch diente als Vorlage für ein Theaterstück, das unter anderem am Thalia Theater Halle aufgeführt wurde und im Mai 2007 als Hörspiel im öffentlich-rechtlichen Sender NDR lief.